# 新田镇 (信丰县)
新田镇，是中华人民共和国江西省赣州市信丰县下辖的一个乡镇级行政单位。

## 行政区划
新田镇下辖以下地区：
新田社区、新田村、百石村、下江村、新明村、周坑村、欧古村、金鸡村、铜锣丘村、德坑村、库背村、花历村和坪地山村。